# Scopula resplendaria
Scopula resplendaria är en fjärilsart som beskrevs av Franz Dannehl 1925. Scopula resplendaria ingår i släktet Scopula och familjen mätare. Inga underarter finns listade.